# Valldemossa
Valldemossa is een gemeente in de Spaanse provincie en regio Balearen met een oppervlakte van 43 km². Valldemossa heeft 2042 inwoners (2021). Het bergdorp ligt in een vallei op het eiland Mallorca, op een hoogte van 420 meter boven de zeespiegel.
De plaats is internationaal bekend door het verblijf (ruim 3 maanden tijdens de winter 1838-1839) van de componist Frédéric Chopin en zijn muze, de schrijfster George Sand in het 14e-eeuwse kartuizerklooster.

## Afbeeldingen

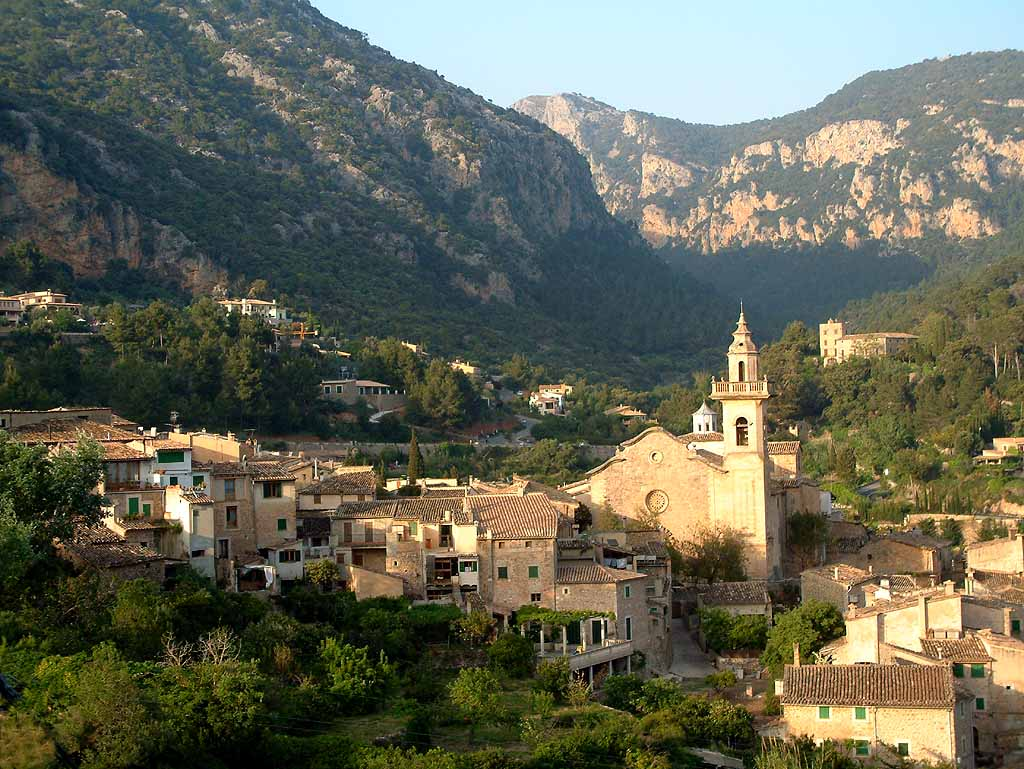
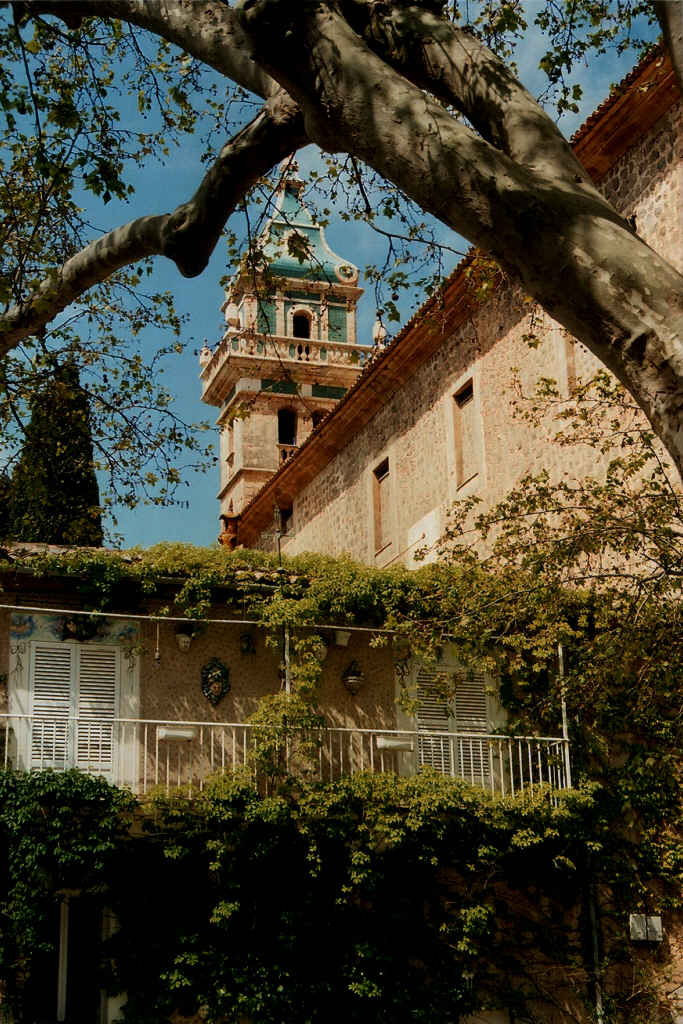
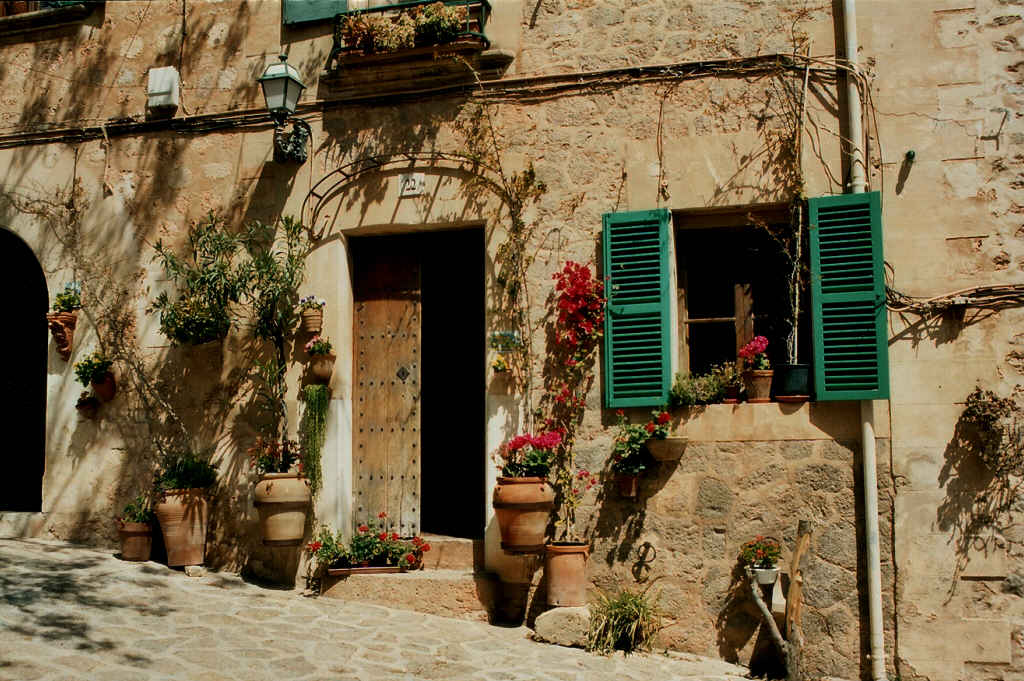

## Demografische ontwikkeling
Bron: INE, 1857-2011: volkstellingen

## Bezienswaardigheden
- 14e-eeuwse kartuizerklooster. De oorsprong gaat terug tot koning Jacobus II van Majorca die op deze uitzonderlijke plaats, op 400 m hoogte, een paleis liet bouwen voor zijn zoon Sancho: het palacio del rey Sancho. In 1399 schonk koning Martinus I van Aragón alle koninklijke bezittingen aan de Kartuizers. De actuele gebouwen dateren grotendeels uit de 18e eeuw. Tot het kloostercomplex behoren de kloostergang, de neoklassieke kerk (1751-1812), de bibliotheek en de apotheek (met een uitgebreide verzameling 17e- en 18e-eeuwse apotheekpotten). De kloostercellen herbergen heden verscheidene musea waaronder een gewijd aan het verblijf van het koppel Sand-Chopin en het Museo Municipal (met de pinacoteca 'La Serra de la Tramuntana' en een verzameling hedendaagse kunst, met een zaal gewijd aan aartshertog Ludwig Salvator en een zaal gewijd aan de oude drukkerij Guasp).

George Sand en Frédéric Chopin, die in de zomer van 1838 minnaars waren geworden, namen gedurende drie maanden (november 1838-februari 1939) hun intrek in enkele van die kloostercellen. 
- Palacio del Rei Sanc is een luxueus herenhuis, gelegen tegenover het huidige klooster. Het heeft nog elementen van het eerste kartuizerklooster zoals de kloostergang, de verdedigingstoren en de toegangstrap. Hier verbleef Rubén Darío in 1913.
- de Jardins Rei Joan Carles ligt naast het kartuizerklooster. Even weg van de soms drukke steegjes biedt deze tuin schaduw en een oase van rust aan.
- de parochiekerk dateert uit de 13e eeuw en werd helemaal verbouwd in de 18e eeuw

## Personen en Valldemossa

### Geboren in Valldemossa
- Catalina Tomàs (1533-1574), heilige

### Personen verbonden met Valldemossa
- Ramon Llull (ca 1232-ca 1316), schrijver en filosoof
- Manuel Bayeu (1740-1809), monnik en kunstschilder
- George Sand (1804-1876), Frans schrijfster en feministe
- Frédéric Chopin (1810-1849), Pools componist en pianist
- Ludwig Salvator von Österreich-Toskana (1847-1915), Oostenrijkse aartshertog en prins, schrijver, wetenschapper en etnograaf (Middellandse Zeegebied)
- Santiago Rusiñol (1861-1931), Catalaans kunstschilder
- Rubén Darío (1867-1916), Nicaraguaans dichter
- Jorge Luis Borges (1899-1986), Argentijns schrijver en essayist